# Espino de la Orbada
Espino de la Orbada ist eine westspanische Gemeinde (municipio) in der Provinz Salamanca in der Autonomen Gemeinschaft Kastilien-León. 2024 hatte die Gemeinde 245 Einwohner. 

## Geographie
Espino de la Orbada liegt etwa 24 Kilometer nordöstlich von Salamanca in einer durchschnittlichen Höhe von ca. 795 m. Durch die Gemeinde fließt der Río Guareña.

## Bevölkerungsentwicklung
| Jahr      | 1900 | 1950 | 1970 | 1981 | 1991 | 2001 | 2011 | 2021 |
| Einwohner | 687  | 814  | 570  | 454  | 385  | 341  | 289  | 252  |

## Bauwerke
- Jakobskirche (Iglesia de Santiago Apostól)
- mittelalterliche Brücke

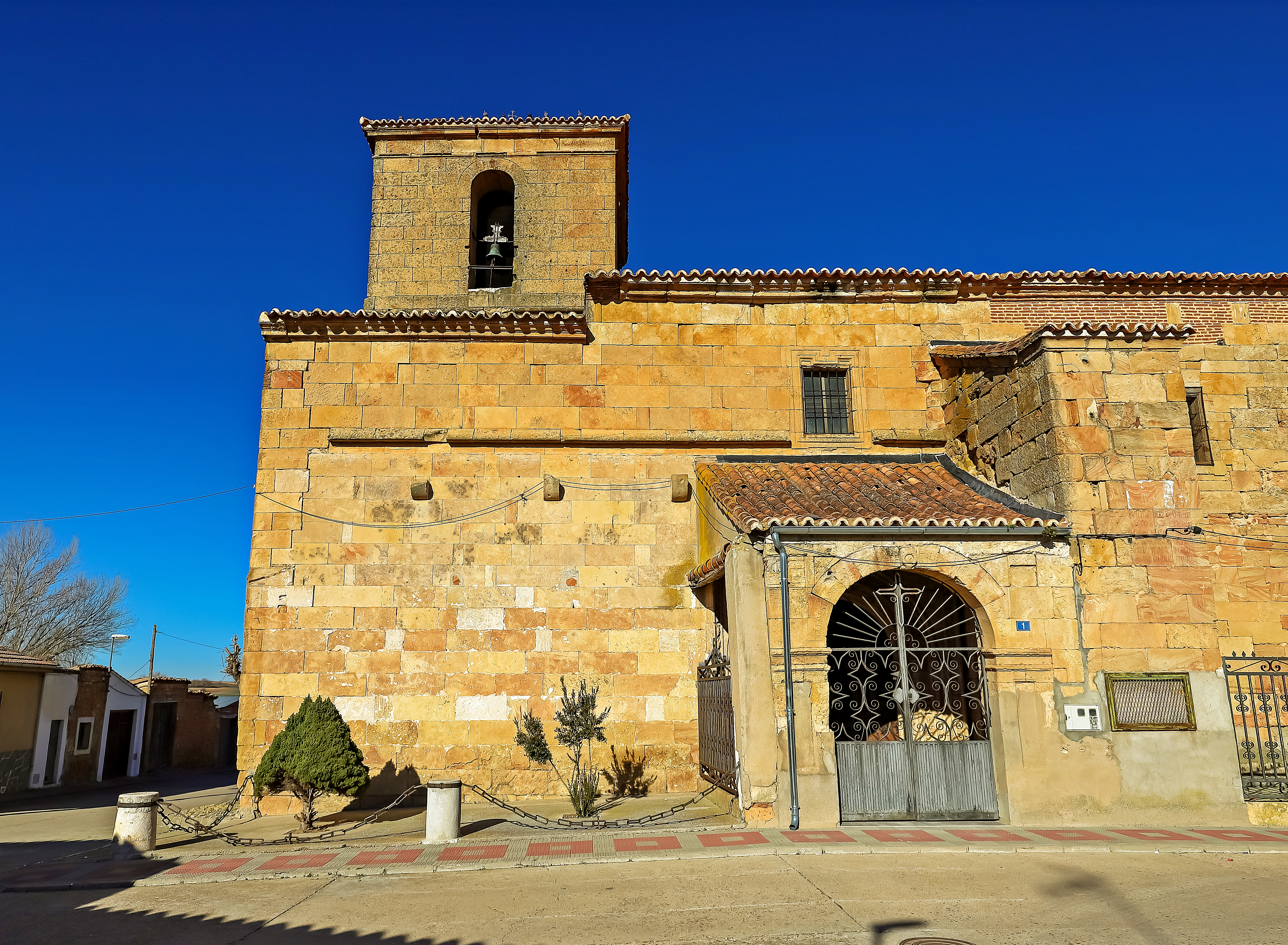
Jakobskirche
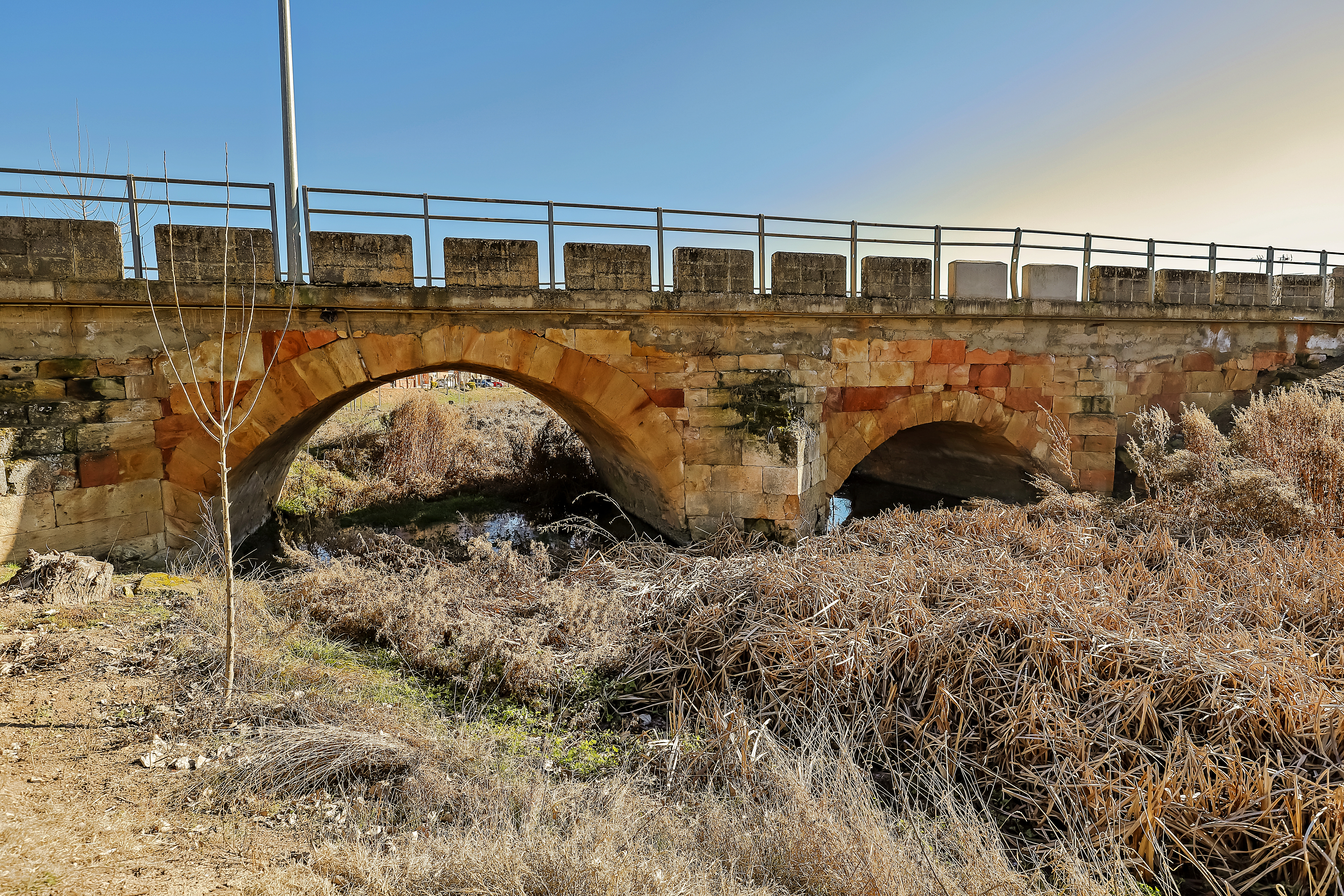
Mittelalterliche Brücke
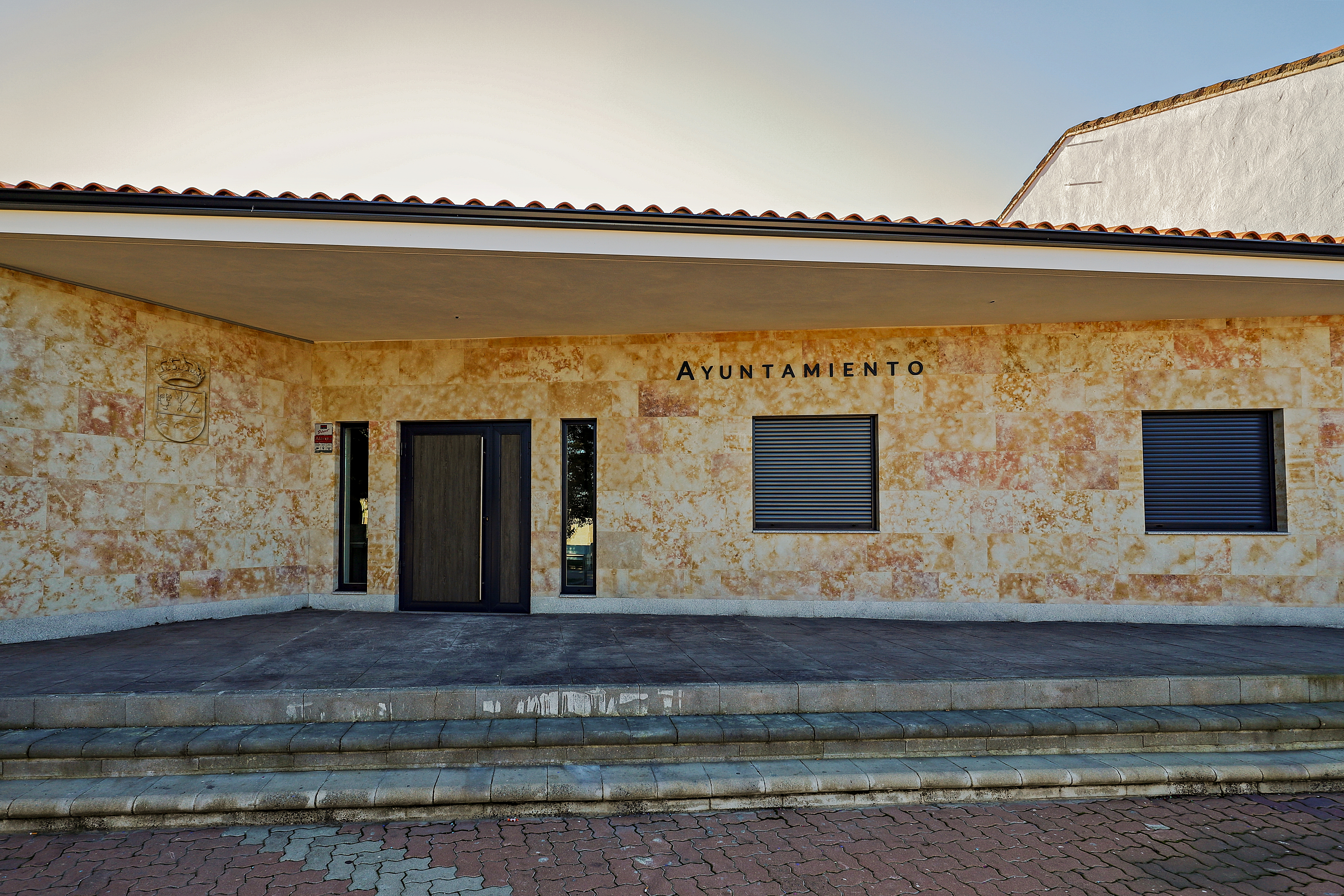
Rathaus